# Luzhanka
Luzhanka  (ucraniano: Лужанка) es un pueblo del Raión de Bolhrad en el Óblast de Odesa de Ucrania. Según el censo de 2001, tiene una población de 423 habitantes.